# Cyberlindnera amylophila
Cyberlindnera amylophila är en svampart som först beskrevs av Kurtzman, M.J. Smiley, C.J. Johnson, Wick. & Fuson, och fick sitt nu gällande namn av Minter 2009. Cyberlindnera amylophila ingår i släktet Cyberlindnera, ordningen Saccharomycetales, klassen Saccharomycetes, divisionen sporsäcksvampar och riket svampar.   Inga underarter finns listade i Catalogue of Life.